# Hippodamus van Milete
Hippodamus van Milete (soms ook Hippodamos, Grieks: Ἱππόδαμος) was een Griekse architect en stedenbouwkundige uit de 5e eeuw v.Chr.. Hij vervaardigde stadsplannen die uitblonken in orde en regelmatigheid (het zogenaamde rechthoekig stratenpatroon), in contrast met de tot dan toe gebruikelijke complexiteit en wanorde van steden als Athene, die meestal geleidelijk rondom een akropolis waren ontstaan.
Hij leerde de planmatige stadsaanleg kennen bij de reconstructie van zijn geboortestad Milete, toen deze vanaf 479 v.Chr. na de Perzische Oorlogen werd herbouwd. Voor Pericles ontwierp hij in het midden van de vijfde eeuw v.Chr. de indeling van de Atheense havenstad Piraeus.
Toen de Atheners Thurii stichtten in Italië in 443 v.Chr., ging hij als architect mee naar de kolonie. Aan hem wordt ook de bouw van de nieuwe stad van Rodos in 408 v.Chr. toegeschreven, maar aangezien hij in 479 v.Chr. hielp met de reconstructie van Milete, zou hij wel erg oud geweest moeten zijn toen dit project plaatsvond. Het is waarschijnlijker dat hij rond 510 v.Chr. werd geboren.
Het naar hem genoemde 'Hippodamische systeem' werd gekenmerkt door parallelle, rechte straten die elkaar doorsnijden in hoeken van 90 graden, wat een regelmatige plattegrond van even grote huizenblokken opleverde. Op centrale plaatsen werden huizenblokken uitgespaard voor de markt (Grieks: agora) en andere openbare voorzieningen. Vrijwel alle na 400 v.Chr. gestichte of heropgebouwde steden werden volgens de beginselen van Hippodamus aangelegd.
- Bibsys: 90525681
- Biblioteca Nacional de España: XX971228
- Gemeinsame Normdatei: 118774506
- International Standard Name Identifier: 0000 0000 6708 0034
- Library of Congress Control Number: n81007258
- Nationale Bibliotheek van Israël: 987007306171205171
- Nationale Bibliotheek van Polen: a0000003532608
- Nederlandse Thesaurus van Auteursnamen: 069746478
- Réseau des bibliothèques de Suisse occidentale: 02-A010095574
- Système universitaire de documentation: 130152080
- Union List of Artist Names: 500257256
- Virtual International Authority File: 86149366340385602271